# Götz Schultheiss unter dem Schopf
Götz Schultheiss unter dem Schopf, auch Götz Schultheiss unterm Schopf (* 14. Jahrhundert; † 1408 in Andelfingen), war von 1405 bis 1407 Schultheiss von Winterthur. Er wurde wegen eines Burgrechts mit Zürich vom österreichischen Landvogt Hermann von Sulz in der Thur ertränkt.

## Leben
Götz Schultheiss unter dem Schopf wurde wahrscheinlich in Winterthur geboren und war Sohn von Rudolf und Elisabeth Schultheiss unterm Schopf. Er hatte einen Bruder namens Georg. Seine Frau war Verena Heggenzer, die einem bedeutenden Schaffhauser Geschlecht entsprang. Es ist anzunehmen, dass Götz auch selbst eine Zeit lang in Schaffhausen gelebt haben könnte; jedenfalls wird er bei der Harnischanleite von 1405 nicht aufgeführt. Jedoch ist auch möglich, dass er sich zu dieser Zeit bei seiner Mutter aufhielt.
Götz wird 1395 erstmals als Mitglied des Kleinen Rats in Winterthur erwähnt, aber 1400 nicht mehr als solcher geführt. Nachdem der bisherige Schultheiss Laurenz von Sal am 17. Juni 1405 als Anführer der Winterthurer Truppen bei der Schlacht am Stoss gefallen war, wurde Götz Schultheiss unterm Schopf am 28. Juni zum neuen Schultheissen von Winterthur gewählt. Die ersten Monate seiner Amtszeit wurden vor allem durch die Abrechnung der Schlacht und der Verwaltungsangelegenheiten um diese geprägt, zudem musste Winterthur auch weiterhin Truppen stellen. So kam es im Dezember auch zu einer neuerlichen Harnischanleite. Des Weiteren erreichte Götz, dass man Urteile des Schultheissengerichts nicht mehr an den Ammann und Rat in Konstanz weiterleiten konnte, und dass somit die letzte Instanz des Schultheissengerichts in Winterthur war. Des Weiteren wurden die Winterthurer Rechte und Gewohnheiten während seiner Amtszeit nochmals urkundlich bestätigt. Diese Gunstbekundungen seitens Österreich-Habsburgs hatten wohl auch einiges mit der bedrohlichen Lage Winterthurs in der Zeit der Appenzellerkriege zu tun, in denen den Herrschern viel daran lag, Winterthur an sich zu binden.
Am 31. Juli 1407 kam es zur Neuwahl des Schultheissen, bei der Heinrich von Hunzikon zum neuen Schultheissen gewählt wurde. Über die Gründe, warum Götz das Schultheissenamt an Huntzikon abgeben musste, kann man nur mutmassen. Ein möglicher Grund könnte gewesen sein, dass Heinrich von Hunzikon angesichts der Bedrohung durch die Appenzellerkriege als kriegstüchtiger galt. Dass Götz aber weiterhin das Ansehen des Rats genoss, ist daraus ersichtlich, dass er bei der gleichen Wahl als 1. Mitglied des Rates gewählt wurde.
Aussenpolitisch wurde es dann für Winterthur auch immer bedrohlicher. Die Appenzeller Bauern und ihre Verbündeten zogen im Frühjahr 1407 brandschatzend durch den Thurgau und kamen dabei nahe an Winterthur vorbei. So eroberten sie viele Orte in Winterthurs näherer Umgebung: Wil, Elgg, Ossingen, Andelfingen und selbst Kyburg wurden von den Bauern heimgesucht. Dieser Kriegszug der Appenzeller wurde erst in Frauenfeld gebremst, als die Stadt der Belagerung standhielt und damit wohl Winterthur als nächste österreichische Hochburg vor einer Belagerung verschonte. Da die Lage auch für das eidgenössische Zürich wirtschaftlich bedrohlich war und Zürich eine weitere Machtausweitung von Schwyz – einem Verbündeten von Appenzell – verhindern wollte, schloss die Stadt mit Winterthur am 2. September 1407 ein Burgrecht ab.
Dieses Burgrecht, das mehr aus Not geschah, wurde von Österreich fälschlicherweise als ein Wechsel Winterthurs auf die eidgenössische Seite angesehen. Dieses Missverständnis wurde dann Götz nach der Niederlage der Appenzeller wohl auch zum Verhängnis, auch wenn nicht bekannt ist, inwiefern er am Abschluss des Burgrechts überhaupt beteiligt war. Er war zwar nicht mehr Schultheiss, jedoch weiterhin das 1. Mitglied des Rates und in dieser Funktion wahrscheinlich auch als Chefunterhändler – evtl. sogar als Initiator – des Burgrechts tätig und möglicherweise mitverantwortlich für weitere demokratisch-zünftische Entwicklungen in der Stadt. So konnten Vertreter der Handwerker neu die Rechnung der Stadt prüfen, und die Ämterkumulation wurde ausser Kraft gesetzt. Zudem wurde der Schultheiss von der Bürgschaft statt vom Rat gewählt und dies nur für ein Jahr.
Auf jeden Fall wurde Götz gemäss zwei verschiedenen Chroniken im Frühjahr 1408 vom österreichischen Landvogt Hermann von Sulz gefangen genommen und ohne ein Gericht bei Andelfingen in der Thur ertränkt. Götz erscheint bereits bei einer Abrechnung der Ratsmitglieder am 7. März nicht mehr in den Ratsprotokollen. Hermann von Sulz setzte in der Stadt übrigens auch verfrühte Neuwahlen an, die anstatt Ende Juni bereits am 25. März 1408 stattfanden; dabei wurde auch Schultheiss Heinrich von Huntzikon bereits wieder ersetzt. Mit diesen Neuwahlen erlitten auch die oben erwähnten demokratischen Bemühungen in der Stadt eine Niederlage.